# Jesús Garay Vecino
Jesús Garay Vecino (Bilbao, 10 de setembre de 1930 - Bilbao, 10 de febrer de 1995) fou un futbolista basc de les dècades de 1950 i 1960. Va ser internacional amb la selecció espanyola.

## Trajectòria
Destacà principalment a les files de l'Athletic Club de Bilbao, on jugà durant tota la dècada de 1950. Durant aquests anys jugà 236 partits de lliga, i es proclamà campió d'aquesta competició la temporada 1955-56, a més de guanyar tres Copes. És considerat com un dels millors defenses de la història del club basc. La Tribuna Nord de l'Estadi de San Mamés, és coneguda popularment com a Tribuna Jesús Garay, ja que fou construïda amb els 6 milions de pessetes que l'any 1960 pagà el FC Barcelona pel seu fitxatge. Va jugar com a titular la final de la Copa d'Europa de 1961, que el Barça va perdre contra el Benfica per 2 a 3 al Wankdorf Stadium de Berna, la primera final de la Copa d'Europa que jugava el Barça. Al Barcelona hi jugà durant cinc temporades un total de 87 partits de lliga, i guanyà una nova Copa la temporada 1962-63.
La seva darrera temporada en actiu, la 1965-66 la passà al CD Málaga.
Fou 29 cops internacional amb la selecció espanyol de futbol entre els anys 1953 i 1962. Marcà un gol en un partit enfront Holanda el 30 de gener de 1957. Disputà el Mundial de 1962.

## Palmarès
Athletic Club
- Lliga espanyola: 
  - 1955-56
- Copa espanyola: 
  - 1954-55, 1955-56, 1957-58

FC Barcelona
- Copa espanyola: 
  - 1962-63